# 神居山 (旭川市)
神居山（かむいやま）は、北海道旭川市神居町にある山である。旭川市と芦別市の間に広がる幌内山地と呼ばれる山塊の北部に位置し、深川市の市街地からも近い。

## 概要
標高799.2m。
空知地方と上川地方の電波送信における中継地点として有利な地理特性により、ラジオや防衛庁の中継施設（旧神居山分屯地）が山頂に設置されている。
西側斜面にはカムイスキーリンクスのコースが設置されている。山頂北側にはかつて国設神居山スキー場があった。現在はその一部が改修され、カムイスキーリンクスの第5リフト及びダイナミックコースとして運用されている。
山頂南側にある通信施設はラジオの中継施設及び防衛施設（旧神居山分屯地）である。山頂へは国道12号沿いの夢殿観音前から山頂にかけてのアプローチ道が存在しており、山麓は山菜が採れる事から春先を中心に地元住民が笹竹及び蕨等を採取している姿がある。付近はヒグマの生息区域である事から、麓からの林道には「ヒグマ注意」の看板が設置されており、目撃情報も散見される。